# Lyoness Open 2012

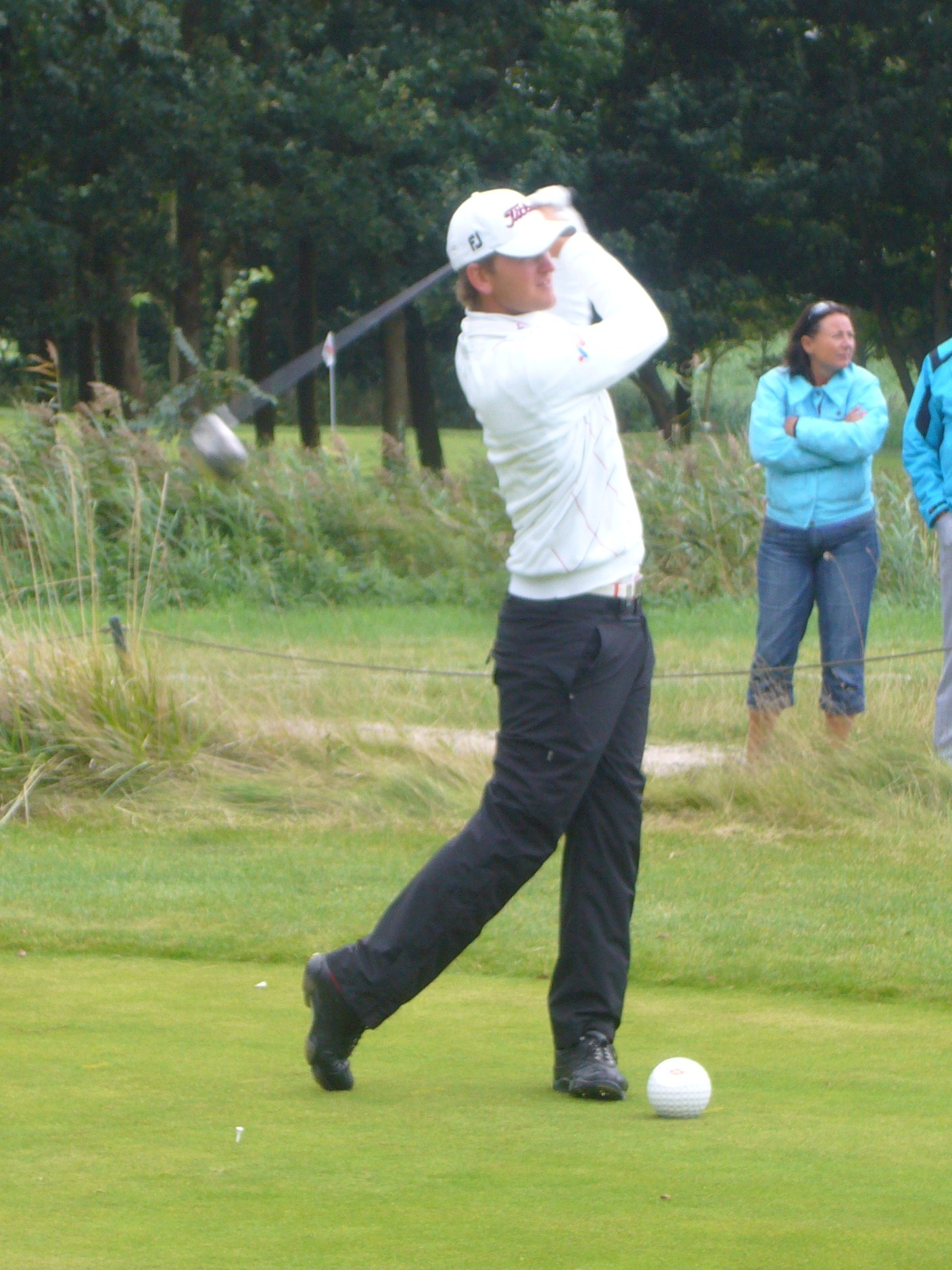
Wiesberger won in 2012 voor eigen publiek

Het Lyoness Open is sinds 2012 naamsponsor van het Oostenrijks Open en zal dan het Lyoness Open powered by Greenfinity heten. In 2012 wordt het van 25 - 28 juli gespeeld op de Diamond Country Club in Atzenbrugg. Het prijzengeld is € 1.000.000, titelverdediger is Kenneth Ferrie.

## Verslag
De par van de baan is 72. De jongste deelnemer is de 17-jarige Petr Gál, die sinds enkele weken professional is.
Er doen zes Nederlanders mee. Er zijn geen Belgische deelnemers, mogelijk omdat in dezelfde periode de PGA Benelux Trophy in België  wordt gespeeld.

#### Woensdag: Ronde 1
Maarten Lafeber en Reinier Saxton sloegen, op woensdag 25 juli 2012, met Benjamin Hebert net na acht uur af. Nadat ze negen holes gespeeld hadden regende het zo hard dat het toernooi drie uur en 40 minuten werd stopgezet. Een deel van de spelers kon de eerste ronde niet afmaken. Wil Besseling maakte een schitterende ronde van -8 en staat op een gedeeld 3de plaats achter de leiders Pablo Larrazábal en Thorbjørn Olesen.

#### Donderdag: Ronde 1 en 2
Sommige spelers hadden de pech dat ze ronde 1 nog moesten afmaken en vrijwel meteen daarna moesten starten voor ronde 2.  
Besseling en Levet begonnen beiden met een birdie en deelden heel even de leiding. Uiteindelijk maakte Besseling drie birdies en drie bogeys en eindigde hij op de gedeeld 4de plaats. Levet maakte een ronde van -2 en eindigde op de 2de plaats. Thorbjørn Olesen, die vorige week bij het Brits Open op de 9de plaats eindigde, stond na de tweede ronde op een totaal van -12 en bleef aan de leiding.
Het spel werd weer door regen en dreiging van onweer afgebroken, er kon de rest van de dag niet meer gespeeld worden.
 Saxton en Sluiter staan op +1 met 17 andere spelers, als zij de resterende holes zaterdag gelijk aan de baan spelen, halen zij waarschijnlijk de cut. Lafeber had last van een polsblessure en stond na negen holes op +6. Hij was de 8ste speler die zich uit het toernooi terugtrok.

#### Vrijdag: Ronde 2 en 3
De tweede ronde werd afgemaakt en Olesen bleef aan de leiding. Op drie slagen achterstand volgde Thomas Levet.
 Ronde 3 startte pas om kwart over 12. Er werd op hole 1 en hole 10 gestart en in groepen van drie gespeeld. Vlak voordat het te donker werd kwamen de laatste spelers binnen.
Ondanks een dubbel-bogey op hole 7 (een par 5) en op de laatste hole maakte Besseling een ronde van level par en zakte terug naar de gedeeld 17de plaats. 

#### Zaterdag: Ronde 4
Thomas Levet was commentator voor de Franse televisie tijdens het Brits Open. Hij verklaarde later dat hij daar veel van had geleerd en nieuwe motivatie van had opgedaan. Hij zag hoe ook die topspelers fouten maakten, en realiseerde zich weer dat het erom gaat hoe je met die fouten omgaat. Hij stond aan het begin van dit toernooi nummer 198 op de wereldranglijst en wil weer proberen hogerop te komen. 
Na 13 holes stond hij op -17, net als Thorbjørn Olesen. Hij speelde met Bernd Wiesberger, die op hole 15 ook op -17 kwam en op hole 16 aan de leiding ging. Uiteindelijk eindigde Levet op een gedeeld 2de plaats, en zal hij maandag op de wereldranglijst een aantal plaatsen stijgen. Olesen eindigde met drie bogeys in de laatste vijf holes en werd 5de.
De winnaar werd Bernd Wiesberger, die een ronde van 65 maakte en drie slagen voorsprong had op Levet. Shane Lowry maakte ook 65 en eindigde naast Levet op de 2de plaats.
Tim Sluiter maakte een ronde van 64, gelijk aan het toernooirecord, en steeg ongeveer 40 plaatsen. Wil Besseling maakte een slechte ronde en zakte ongeveer 25 plaatsen.
- Leaderboard

| Naam               | R1  | R1  | Nr   | R2         | R2  | Totaal | Nr  | R3 | R3  | Totaal | Nr  | R4 | R4  | Totaal | Eindstand |
| ------------------ | --- | --- | ---- | ---------- | --- | ------ | --- | -- | --- | ------ | --- | -- | --- | ------ | --------- |
| Bernd Wiesberger   | 71  | -1  | T27  | 66         | -6  | -7     | T4  | 67 | -5  | -12    | T3  | 65 | -7  | -19    | 1         |
| Thomas Levet       | 65  | -7  | T3   | 70         | -2  | -9     | 2   | 69 | -3  | -12    | T3  | 68 | -4  | -16    | T2        |
| Shane Lowry        | 70  | -2  | T20  | 68         | -4  | -6     | T   | 68 | -4  | -10    | T7  | 66 | -6  | -16    | T2        |
| Rikard Karlberg    | 70  | -2  | T20  | 67         | -5  | -7     | T4  | 66 | -6  | -13    | 2   | 70 | -2  | -15    | 4         |
| Thorbjørn Olesen   | 64  | -8  | T1   | 68         | -4  | -12    | 1   | 68 | -4  | -16    | 1   | 74 | +2  | -14    | 5         |
| Benjamin Hebert    | 72  | par | T48  | 68         | -4  | -4     | T16 | 64 | -8  | -12    | T3  | 71 | -1  | -13    | T6        |
| Richard Bland      | 679 | -3  | T12  | 67         | -5  | -8     | 3   | 68 | -4  | -12    | T3  | 72 | par | -12    | T8        |
| Pablo Larrazábal   | 64  | -8  | T1   | 76         | +4  | -4     | T16 | 68 | -4  | -8     | T13 | 69 | -3  | -11    | T10       |
| Robert-Jan Derksen | 72  | par | T48  | 68         | -4  | -4     | T16 | 69 | -3  | -7     | T17 | 69 | -3  | -10    | T12       |
| Tim Sluiter        | 76  | +4  | T103 | 68         | -4  | par    | T44 | 73 | +1  | +1     | T59 | 64 | -8  | -7     | T18       |
| Taco Remkes        | 70  | -2  | T20  | 71         | -1  | -3     | T20 | 70 | -2  | -5     | T22 | 70 | -2  | -7     | T18       |
| Wil Besseling      | 65  | -7  | T3   | 72         | par | -7     | T4  | 72 | par | -7     | T17 | 78 | +6  | -1     | T53       |
| Reinier Saxton     | 75  | +3  | T92  | 71         | -1  | +2     | MC  |    |     |        |     |    |     |        |           |
| Maarten Lafeber    | 73  | +1  | T67  | na 9 holes | +6  | RT     |     |    |     |        |     |    |     |        |           |

| Leider |  | Toernooirecord |  | MC = missed cut = cut gemist |  | RT = retired = teruggetrokken |

## Spelers
| - Warren Abery - Felipe Aguilar - Fredrik Andersson Hed - HP Bacher - Wil Besseling - Richard Bland - Knut Børsheim - Michiel Bothma - Grégory Bourdy - Gary Boyd - Markus Brier (2006) - Guillaume Cambis - Jorge Campillo - Magnus A. Carlsson - Robert Coles - Federico Colombo - Eduardo de la Riva - Daniel Denison - Robert-Jan Derksen - David Dixon - Chris Doak - Stephen Dodd - Agustin Domingo - Bradley Dredge - Scott Drummond - David Drysdale - Edouard Dubois - Rafa Echenique - Pelle Edberg - Jamie Elson - Niclas Fasth - Tyrone Ferreira - Kenneth Ferrie (2011) - Tommy Fleetwood - Oscar Florén - Alastair Forsyth | - Lorenzo Gagli - Stephen Gallacher - Ignacio Garrido - Adam Gee - Jean-Baptiste Gonnet - Emiliano Grillo - Julien Guerrier - Peter Gustafsson - Alex Haindl - Benjamin Hebert - Peter Hedblom - David Higgins - Keith Horne - David Horsey - Sam Hutsby - Scott Jamieson - Steven Jeppesen - Andrew Johnston - Michael Jonzon - Roope Kakko - Shiv Kapur - Lloyd Kennedy - Sihwan Kim - Jason Knutzon - Maarten Lafeber - Joakim Lagergren - José Manuel Lara (2010) - Pablo Larrazábal - Craig Lee - Thomas Levet - Sam Little - Shane Lowry - Mikael Lundberg - Andrew Marshall - Richard McEvoy - Damien McGrane | - David McKenzie - Jamie Moul - George Murray - Christian Nilsson - Thomas Nørret - Steven O'Hara - Thorbjørn Olesen - Gary Orr - Andrea Pavan - Kieran Pratt - Phillip Price - Julien Quesne - Raul Quiros - Taco Remkes - Bernd Ritthammer - Victor Riu - Brett Rumford - Ricardo Santos - Reinier Saxton - Joel Sjöholm - Tim Sluiter - Graeme Storm - Scott Strange - Andy Sullivan - Alessandro Tadini - Simon Thornton - Tjaart Van der Walt - Sam Walker - Anthony Wall - Paul Waring - Romain Wattel - Steve Webster - Peter Whiteford. - Bernd Wiesberger - Oliver Wilson - Chris Wood - Matthew Zions | Invitaties - Scott Drummond - Petr Gál - Mathias Grönberg - Joakim Haeggman - Oskar Henningsson - David Higgins - Jevgeni Kafelnikov - Rikard Karlberg - Peter Karmis - David Lipsky - Ross McGowan - Mark Murphy - Wade Ormsby - Brian Pavlet - Kieran Pratt - Carl Suneson - Miles Tunnicliff - Uli Weinhandl Nationale rangorde - Karl Ableidinger - Hamza Amin - Jurgen Maurer (home pro) - Christoph Pfau - Florian Pogatschnigg - Clemens Prader - Roland Steiner - Steven Waltman Amateurs - Alan Dunbar - Alexander Kleszcz - Lukas Nemecz - Tobias Nemecz - Markus Maukner - Marcel Schneider - Johannes Schwab - Matthias Schwab - Manuel Trappel |